# Fourneyron-Turbine

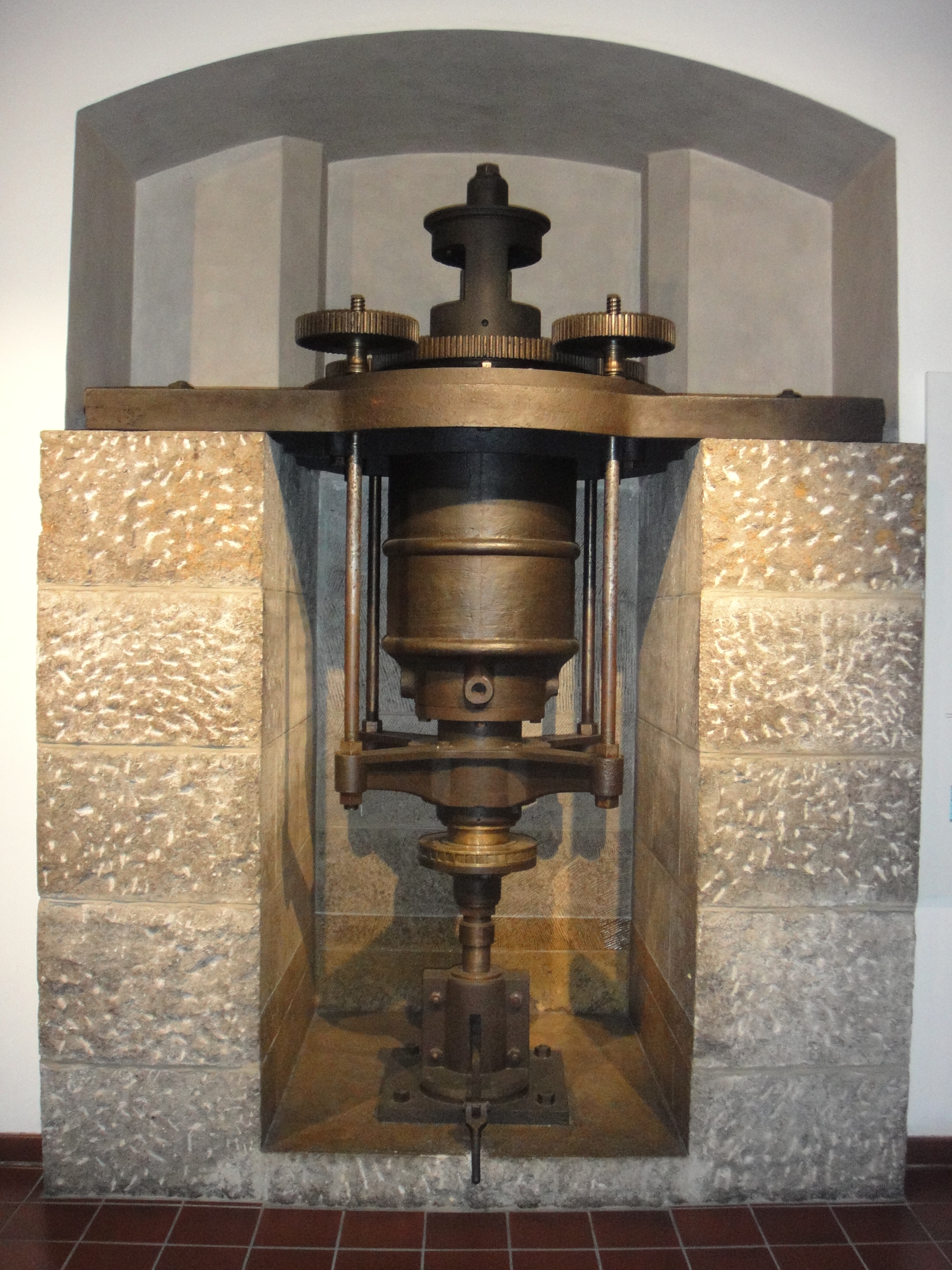
Fourneyron-Turbine von 1834 im Deutschen Museum in München

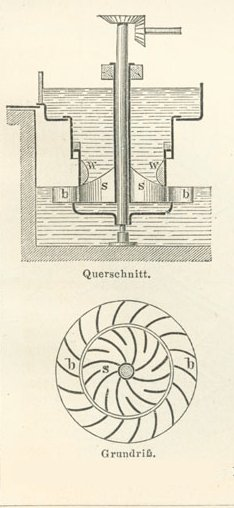
Schematische Darstellung einer Fourneyron-Turbine. W ... umlaufender Wulst, S ... Schaufeln des Leitapparats

Die Fourneyron-Turbine ist die erste funktionsfähige Wasserturbine.
Die Turbine wurde 1826 aufgrund eines Preisausschreibens der französischen Gesellschaft für Gewerbefleiß entwickelt, dessen Bedingung es war, ein Wasserrad zu entwickeln, das an mehr als einer Stelle angetrieben wird. Den Preis gewann der 24-jährige Franzose Benoît Fourneyron mit der nach ihm benannten Turbine. Bei dieser floss das Wasser von oben kommend axial nach unten in einen Leitapparat aus gewölbten Schaufeln, der das Wasser erstens ringsum radial nach außen umlenkt, zweitens dabei mit einem Drall versetzt und drittens in ein außenliegendes Laufrad entlässt. Die entgegengesetzt gewölbten Schaufeln des Laufrades bauen den Drall des ankommenden Wassers idealerweise – für hohen Wirkungsgrad – auf Null ab und entlassen das Wasser radial nach ganz außen. Durch Herausragen der Turbinenachse oben aus dem Wasserspiegel des Zulaufs braucht es keine leistungszehrende und verschließende Wasserdruckabdichtung an der Achse. Die untere Lagerung der Achse erfolgt im Nassen.
Die erste Fourneyron-Turbine war 1832–1864 in der Fabrik St. Blasien im Einsatz. Sie lieferte mit 2300 Umdrehungen pro Minute 40 PS und war „die erste brauchbare, mit gutem Wirkungsgrad regulierbare Überdruckturbine (Reaktionsturbine)“ und galt als erste kontinentale Überdruckturbine. Als Prototyp diente sie als Vorbild für die Energieerzeugung an den Niagarafällen.

## Quelle
- Propyläen Technikgeschichte